# Busta新宿
Busta新宿（日语：／ Basuta Shinjuku */?）是位於日本東京都澀谷區新宿站南口的大眾運輸轉運設施，主要為提供與集中新宿站周圍的高速巴士（長途巴士）、計程車搭乘站點而建造。正式名稱為新宿南口交通總站（／ Shinjuku minamiguchi kōtsū tāminaru）。2016年4月4日啟用，是日本最大的巴士總站。

## 概要

### 建設過程

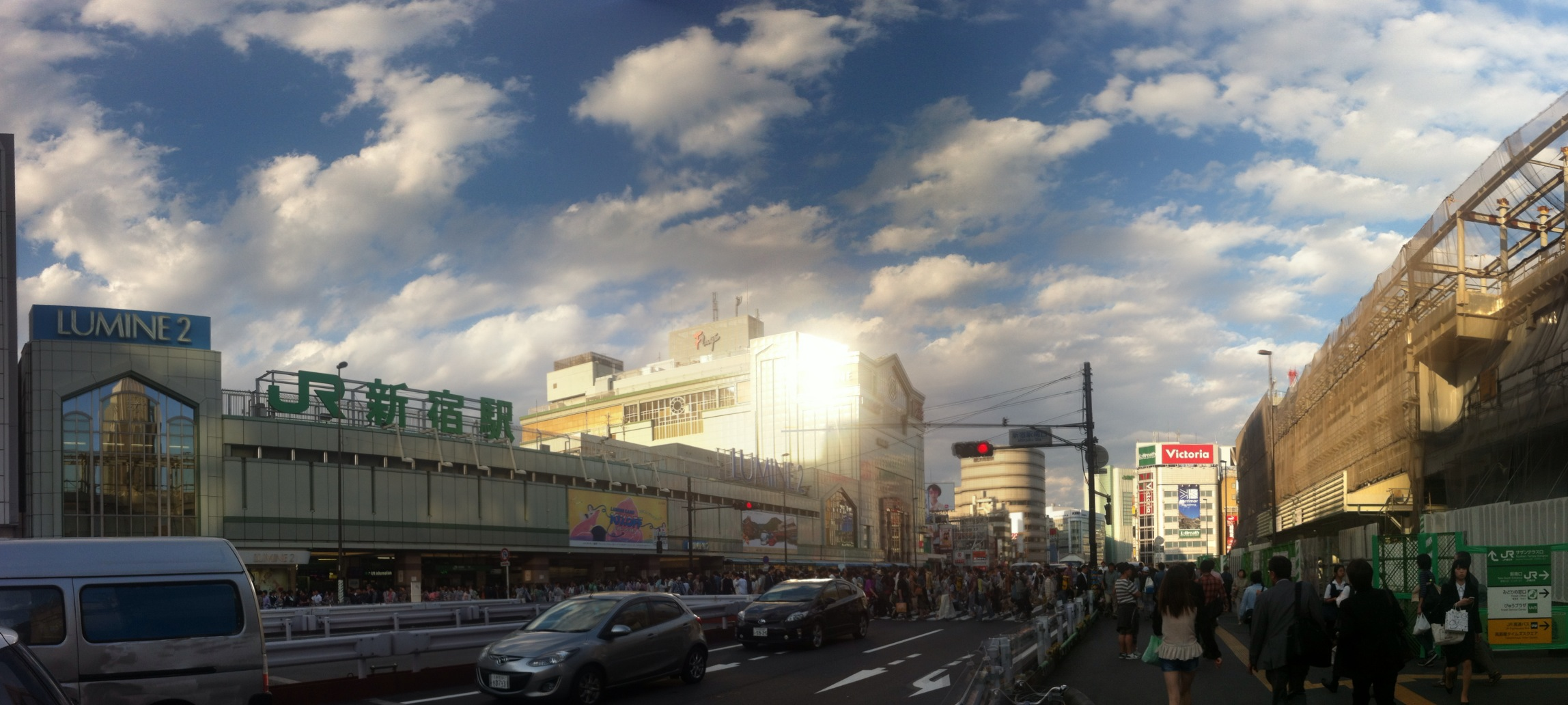
新宿站南口面對的國道20號（2014年5月18日）

新宿站南口側過去沒有站前廣場，民眾需在國道20號上招攬計程車或上下車，造成交通堵塞。另外，新宿站連通東西兩側的道路不多，使得現行的人行道過於擁擠。
而新宿站周邊的高速巴士依據營運公司不同，分散在19處，時常造成使用者的混淆。尤其部分巴士站距離新宿站較遠，需要長距離的步行，亦不利於民眾轉乘。
因此，做為由國土交通省主導的「新宿站南口地區基盤整備事業」一環的「新宿交通結節點」，將把鐵路車站與高速巴士、計程車乘車處等集中於一處。

### 工程概要
新宿交通結節點工程委託給東日本旅客鐵道（JR東日本），2006年（平成18年）4月8日動工。在JR東日本線路上方建設約1.47公頃的人工地盤，以此為基盤打造車站設施、行人廣場、計程車與一般車輛的停靠處、高速路線巴士相關設施等。工程於2016年（平成28年）春季完工，同年4月4日正式啟用。

### 名稱
在建設階段，一般多稱為「新宿交通節點」與「新宿南口交通總站」，2015年公開招募總站暱稱。結果，在1733件提案中，新宿南口交通總站名稱選定委員會決議採用「Busta新宿」。在所有提案中，共有11人使用「Busta」作為暱稱。選定理由如下。
- 容易記住，簡潔清楚的名稱。能直接聯想到「巴士總站」（バスターミナル）。
- 巴士如星星（スター）一般射往各地。
- 的簡稱。

### 年表
- 2006年（平成18年）4月8日 - 動工[3]。
- 2011年（平成23年）5月11日 - 隨著建設進行，新宿站JR高速巴士總站從舊新南口移往代代木站東口（下車處在新宿站東口）[17]。
- 2014年（平成26年）12月 - 巴士總站營運公司「新宿高速總站株式會社」（新宿高速バスターミナル株式会社）成立[18]。
- 2015年（平成27年）10月28日〜11月23日 - 國土交通省公開召選本站暱稱[14]。
- 2016年（平成28年）
  - 1月8日 - 公布暱稱為「Busta新宿」[15]。
  - 1月28日左右 - 由於Busta新宿啟用日未定，新宿地區始發、終停的高速巴士路線乘車券延後發售[19][20]。
  - 2月8日 - 啟用日定為4月4日[1]。
  - 3月27日 - 舉行開幕活動[21]。
  - 4月4日 - 啟用[1]。

Busta新宿建設過程
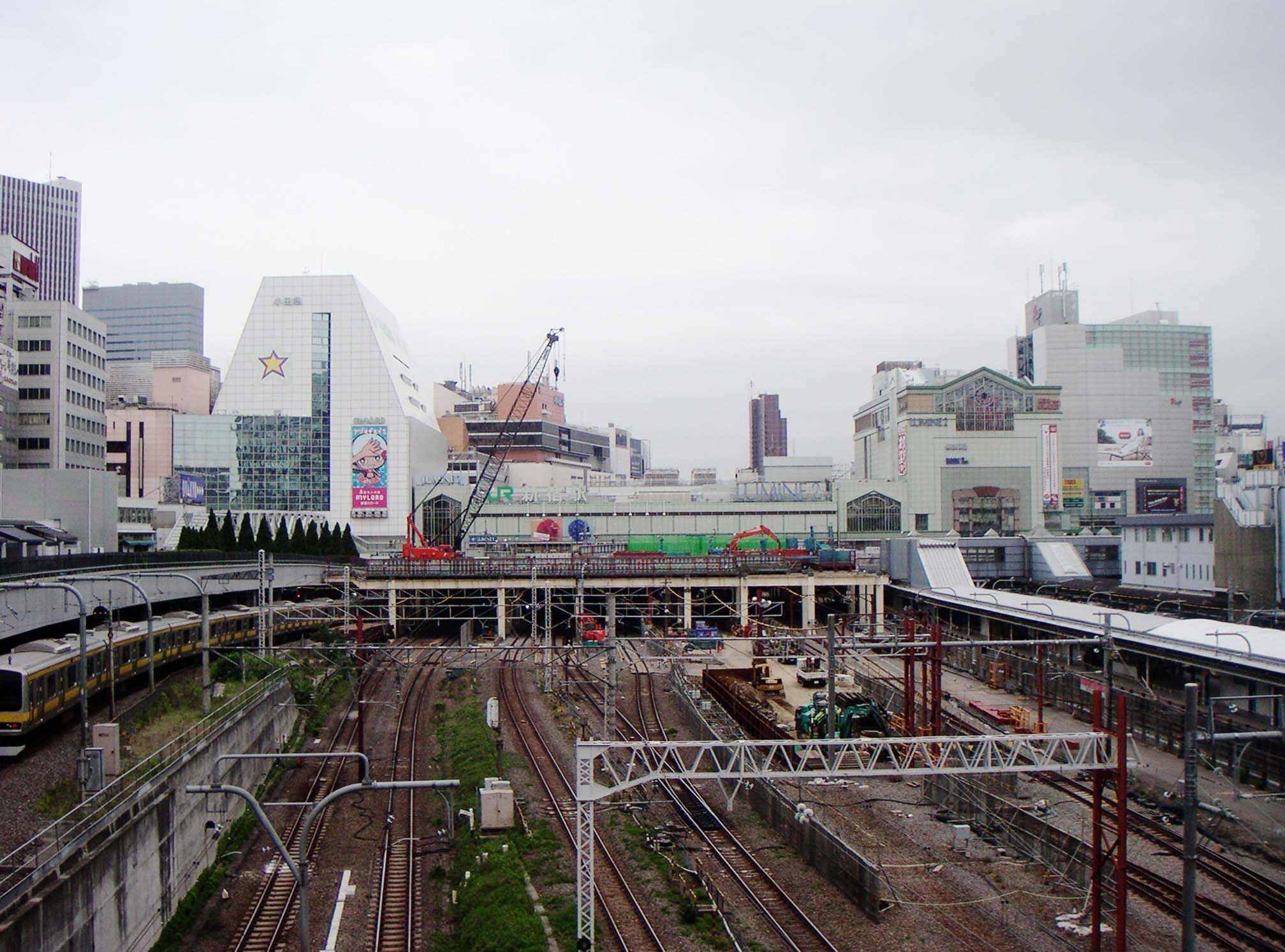
Busta新宿動工前的新宿站南口（2005年5月攝）
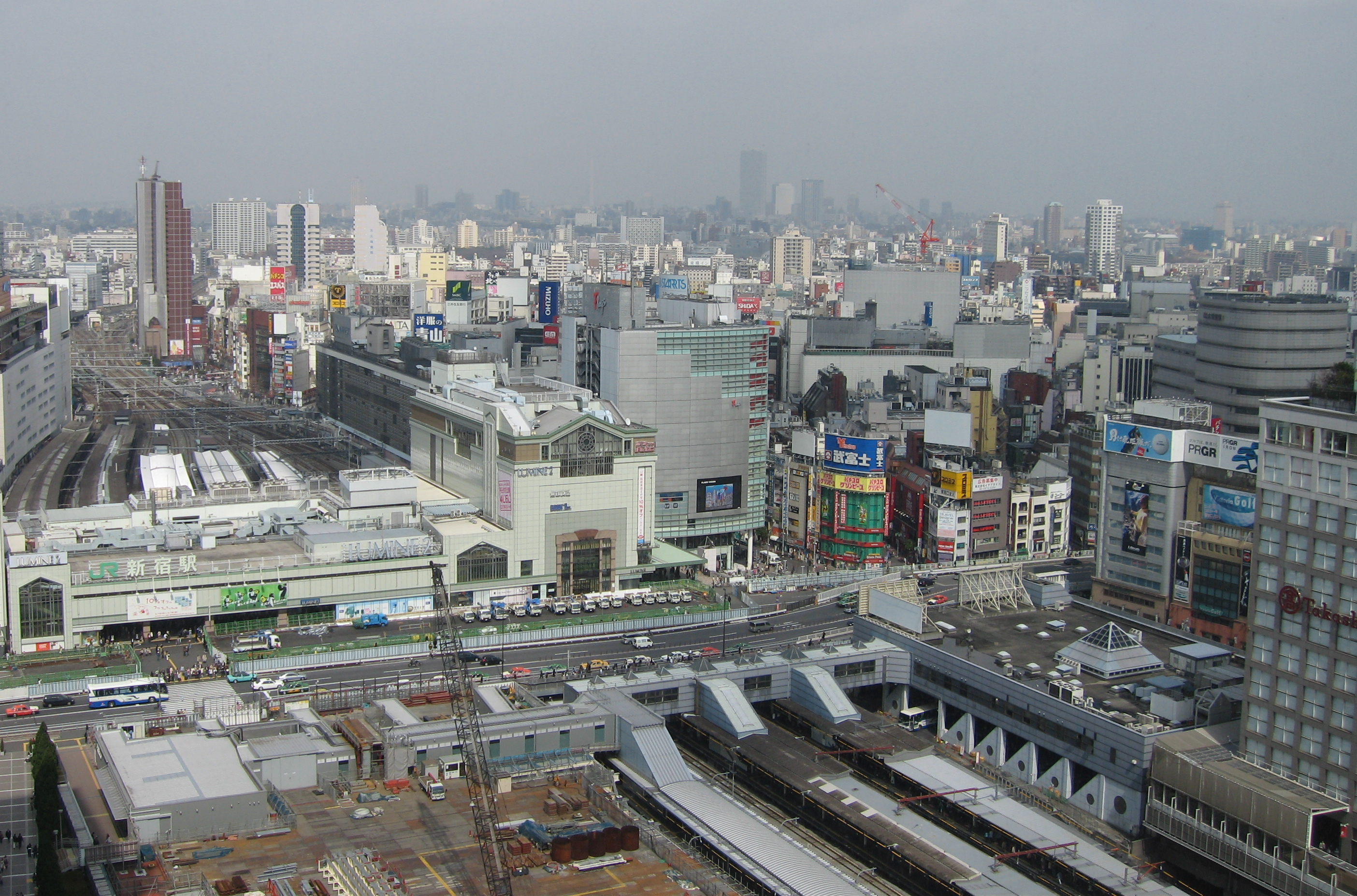
建設中的Busta新宿（2008年3月16日攝）
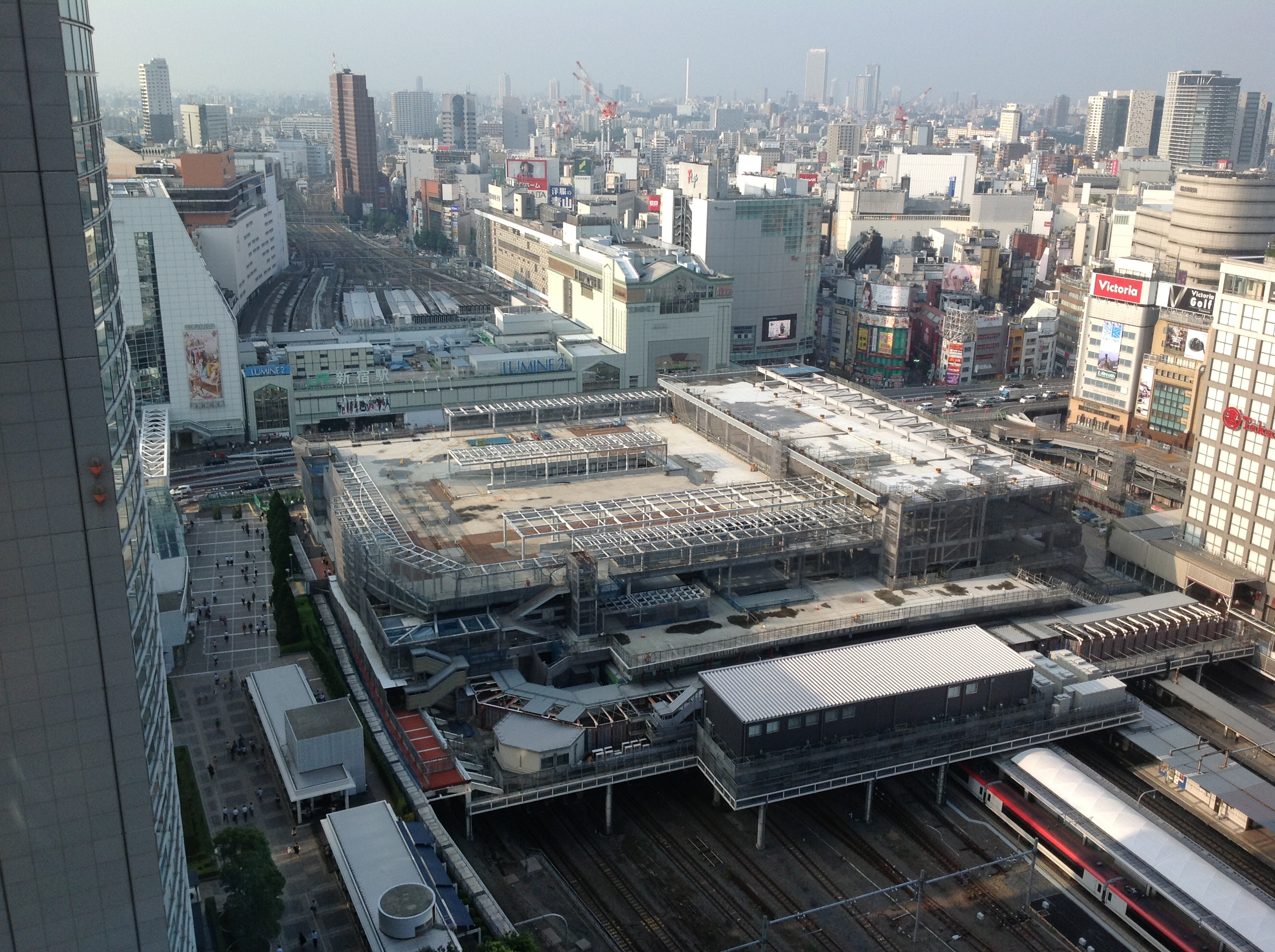
建設中的Busta新宿（2013年8月22日攝）
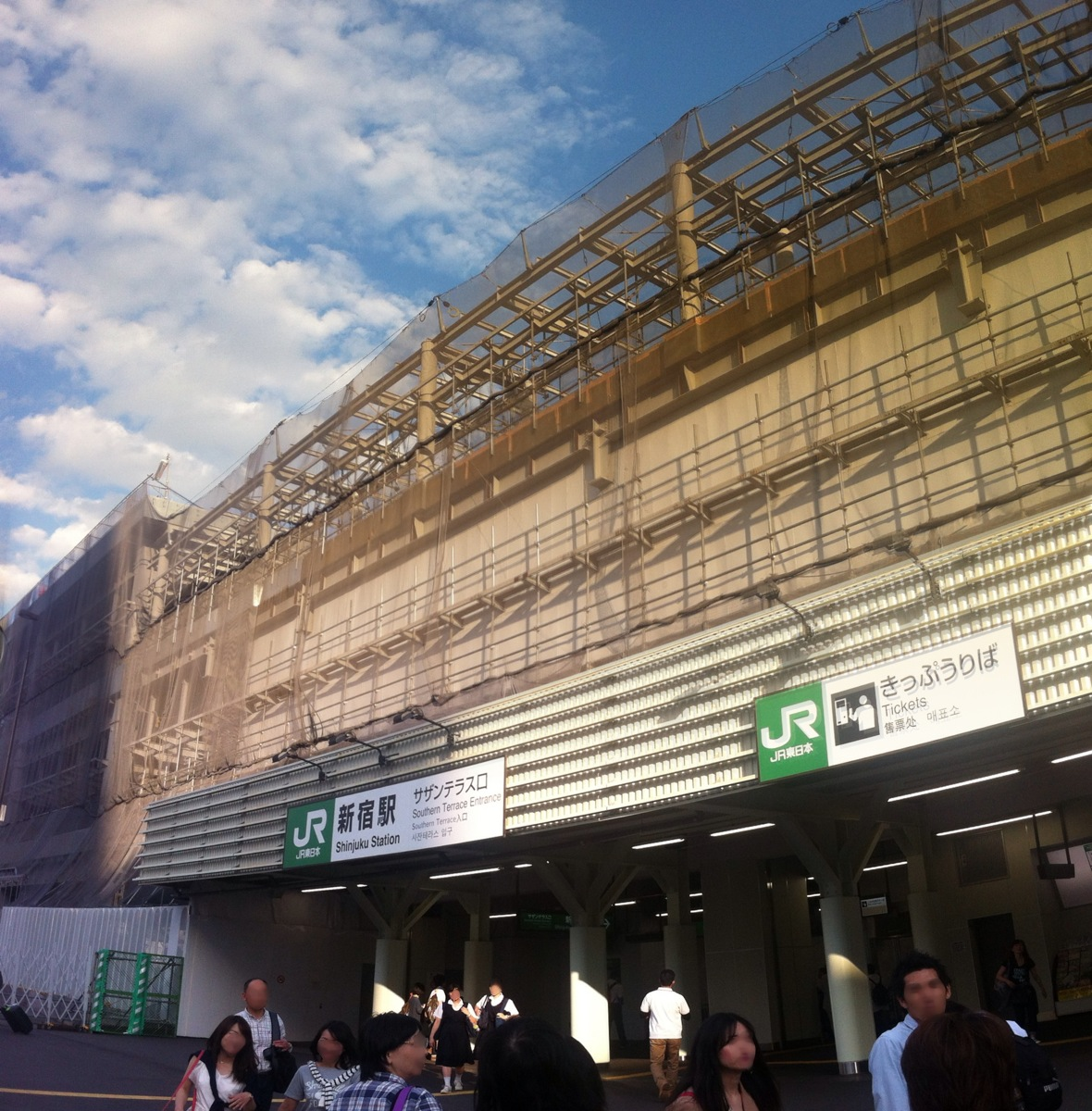
建設中的Busta新宿（2014年5月18日攝）
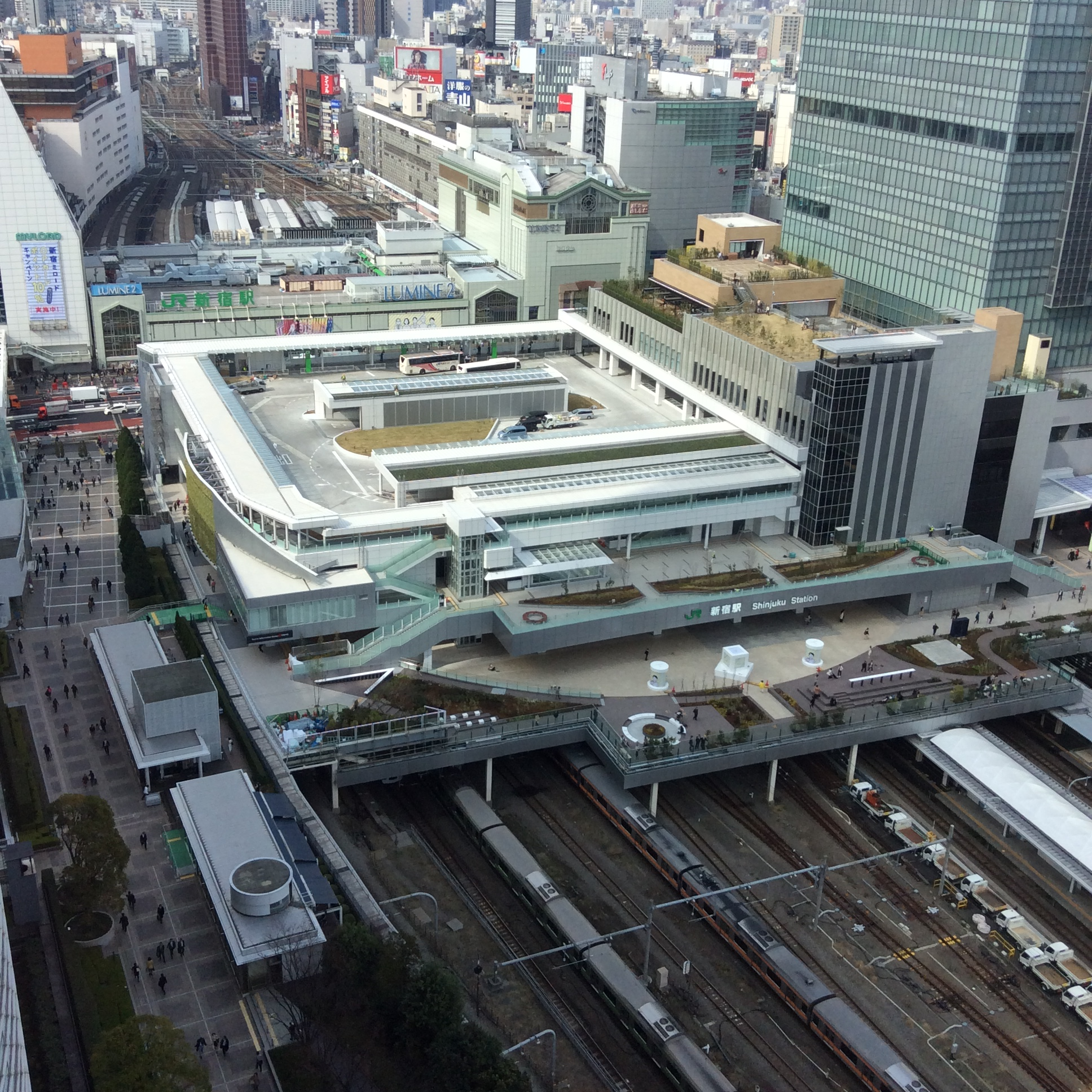
已完工、等待啓用的Busta新宿（2016年3月29日攝）

## 建物構造

### 各層設施

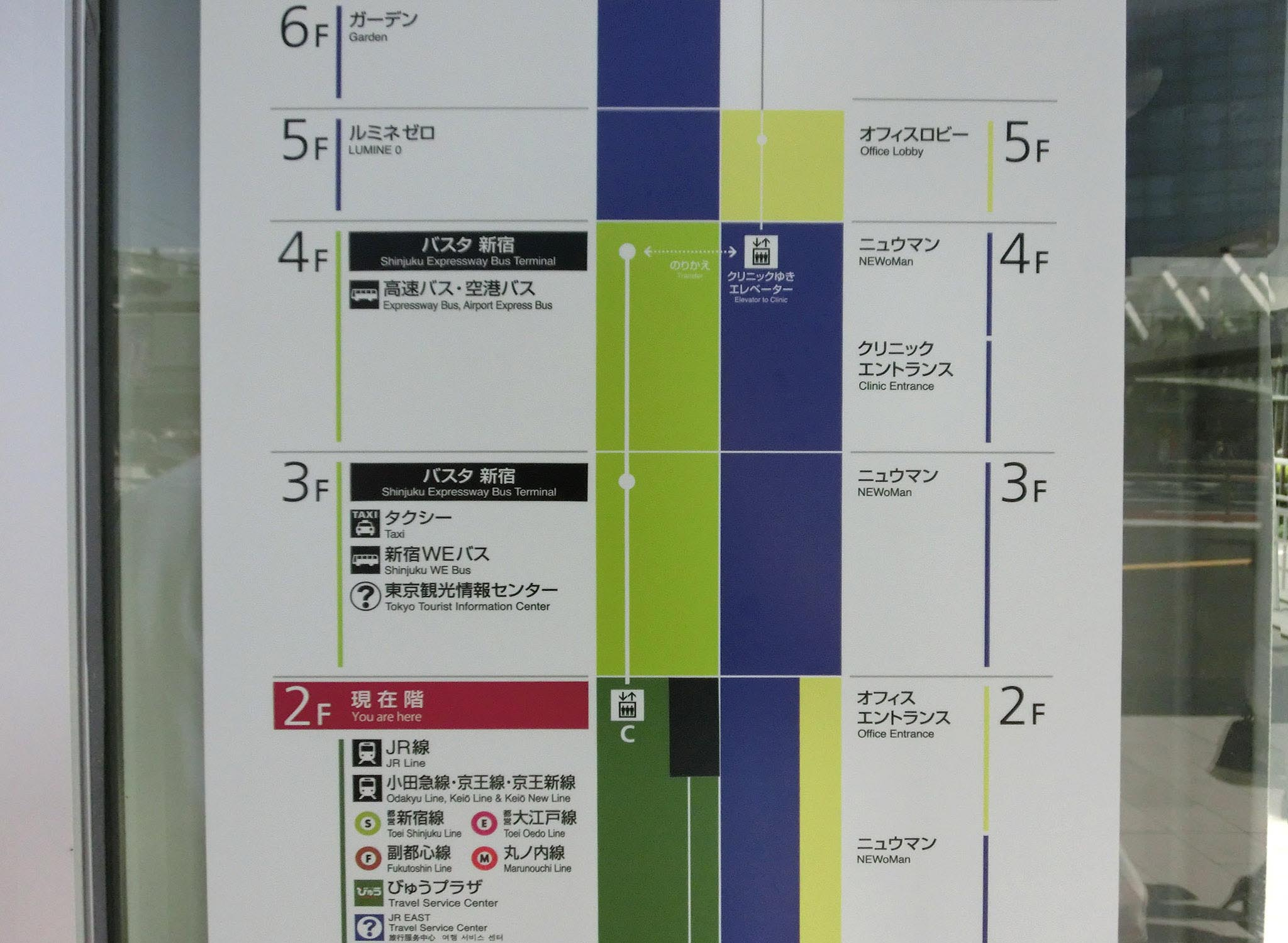
Busta新宿的樓層導覽。（2016年5月攝）

JR東日本線路上方2～4樓部分是交通總站。總站上方的5～7樓為JR新宿MIRAINA TOWER的文化設施，2～4樓連通該大樓的商業設施。各樓設施如下。
- 2樓：Busta新宿出入口，國道20號接續部分，JR新宿站新南剪票口（舊新南口剪票口）、甲州街道剪票口（舊Southern Terrace口）、MIRAINA TOWER剪票口（2016年（平成28年）3月7日新設）[24]
- 3樓：計程車、一般車停靠區、新宿WE巴士站、高速巴士下車處、東京觀光資訊中心
- 4樓：新宿高速巴士總站（高速巴士乘車處、售票設施、等候區）

#### 計程車、一般車停靠區
3樓設有圓環，計程車與一般車輛可在此停靠上下車。計程車乘車區可容納3台，下車區可容量2台，計程車等候區可容納30台。
另外。國道20號新宿4丁目交差點至西新宿1丁目之間全日禁止停車，計程車不可停靠。

#### 新宿WE巴士站
3樓是新宿區社區巴士新宿WE巴士的巴士站。巴士站名為新宿南口交通總站。國道20號上的新宿站南口巴士站也隨之廢止。
- 新宿WE巴士：B 新宿御苑、西新宿循環線（京王巴士東）

#### 東京觀光資訊中心
東京觀光資訊中心提供宅配與行李寄存，旅行商品與活動票券販售，外幣兌換等服務，業者為佐川急便與JTB。旅遊窗口可使用日語、英語、中文、韓文等。預定在2016年（平成28年）春季開幕，營業時間6:30 - 23:00。

### 行人、車輛動線
本站結合JR新宿站剪票口與高速巴士乘車處，因此JR線與高速巴士可直接透過電梯與電扶梯進行上下方向的轉乘。
汽車方面，從2樓JR新宿MIRAINA TOWER東側出入口進入後經由塔內車道可至3樓。另外藉由車道斜坡可至4樓的高速巴士乘車處。
本站與國道20號的接續部分形成新的路口（交差點），有進入總站專用的車道。總站內車道為入口1車道，出口3車道。其中出口車道分為往四谷方向右轉1車道，往初台方向左轉2車道。3樓圓環是汽車與4樓高速巴士的匯流處，高速巴士優先通行。

## 新宿高速巴士總站

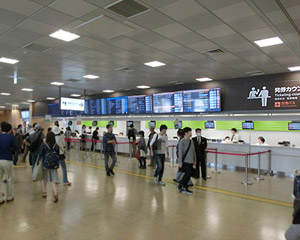
4樓：新宿高速巴士總站售票櫃台（2016年5月5日攝）

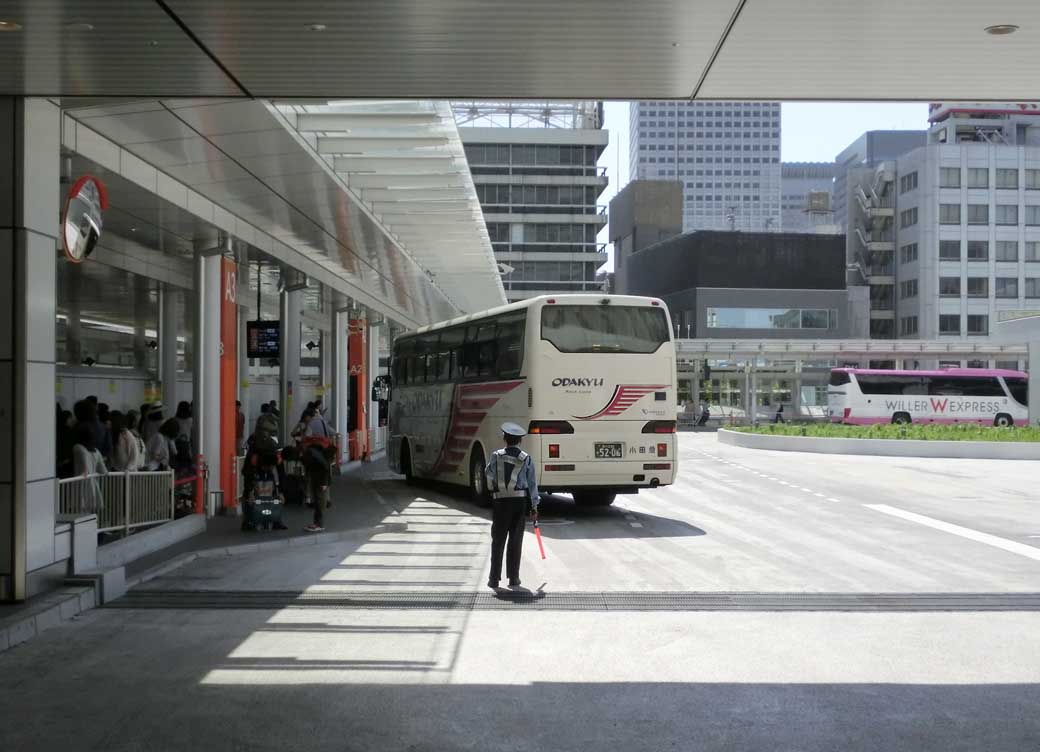
售票櫃台所見的乘車處（2016年5月攝）

此交通總站聚集了新宿站周邊的高速巴士、機場接駁巴士。因此，進駐的巴士業者達118家，1日班次高達1625班，高速巴士用的停靠處有15處（其中3處是下車專用），是日本最大的高速巴士總站，路線連結範圍達39都府縣。

### 總站、巴士站名稱
高速巴士車站部分的正式名稱為新宿高速巴士總站（日语：／ Shinjuku kōsoku basu tāminaru），實際上繼承了位於西新宿的新宿高速客運總站的名稱與功能。
另外，一般路線巴士站的名稱有「Busta新宿（新宿站新南口）」與「新宿南口（Busta新宿）」。

### 總站構造
3樓是計程車乘車處與高速巴士下車處、新宿WE巴士乘車處、計程車等候處。
4樓高速巴士總站部分，中央巴士通道四周設置12個月台。這些月台分為A～D區。巴士等候區可停靠11台巴士。
- A區（A1-A3）：機場接駁巴士，北關東、千葉、福島方向
- B區（B4-B6）：箱根、靜岡、山梨方向
- C區（C7-C9）：北陸、長野、岐阜方向
- D區（D11-D12）：仙台、名古屋、大阪方向，舊旅遊巴士公司

A區與B區之間的轉角（東南角）是服務台與投幣式置物櫃，與MIRAINA TOWER直通的B區後方（東側）是候車處與售票處、自動售票機。售票處、自動售票機提供利木津巴士與highwaybus.com、高速巴士網、発車オ〜ライネット等預約系統服務。

### 出發路線
東北方向
- 仙台·新宿號、DREAM政宗號（日语：ドリーム政宗号）：往長町站、仙台站東口（JR巴士東北）
- DREAM櫻桃號（日语：ドリームさくらんぼ号）：往山形站（JR巴士東北）
- 夢街道會津號（日语：夢街道会津号）：往豬苗代站、會津若松站、道之驛會津（日语：道の駅あいづ_湯川・会津坂下）、喜多方營業所（JR巴士關東、會津乘合自動車（日语：会津乗合自動車））
- 阿武隈號（日语：あぶくま号）：往西鄉巴士站（白河）、須賀川營業所、郡山站、二本松巴士站、福島站東口（JR巴士關東、JR巴士東北、福島交通）
- 廣瀨LINER號：往仙台、石卷（京王電鐵巴士、宮城交通（日语：宮城交通））
- 下北號（日语：しもきた号）：往八戶、三澤、野邊地、陸奧橫濱、陸奧（國際興業（日语：国際興業））
- 夕陽號（日语：夕陽号）：往鶴岡、酒田（國際興業、庄內交通）
- 津輕號（日语：ラ・フォーレ号）：往青森（弘南巴士（日语：弘南バス））[34]
- 朳號：往八戶、七戶十和田、野邊地、青森（弘南巴士）
- PANDA號（日语：スカイ号）：往弘前巴士總站（日语：弘前バスターミナル）、五所川原站（弘南巴士）
- FLORA號（日语：フローラ号）：往秋田（小田急城市巴士（日语：小田急シティバス）、秋田中央交通）
- WILLER EXPRESS：往弘前站城東口、青森站東口、青森港遊艇總站（岩手縣北自動車（日语：岩手県北自動車））
- WILLER EXPRESS：往盛岡站西口、本八戶站、八戶站、八戶LAPIA（日语：八戸ラピア）、三澤站東口（岩手縣北自動車）
- WILLER EXPRESS：往橫手、大曲、秋田（NEW PRINCE高速巴士）
- WILLER EXPRESS：往福島、仙台（NEW PRINCE高速巴士、WILLER EXPRESS東北）
- WILLER EXPRESS：往福島、山形、天童（WILLER EXPRESS關東）
- NIGHT LINER：往仙台站東口（東京富士交通）
- KIRAKIRA號：往盛岡站西口、弘前站前、青森站前（櫻交通（日语：桜交通））
- KIRAKIRA號：往橫手站西口、大曲站東口、秋田站、能代（櫻交通）
- KIRAKIRA號：往山形、鶴岡、酒田（櫻交通）
- KIRAKIRA號：往福島、仙台、石卷（櫻交通）
- 櫻高速巴士：往新白河站、須賀川、郡山、福島（櫻交通）
- 櫻高速巴士：往南相馬、相馬交流道（櫻交通）
- 散策巴士：往仙台（AT LINER（日语：桜交通））
- KB LINER：往盛岡站西口、秋田站（千葉未來觀光巴士）
- JAMJAM LINER：往弘前、青森（JAMJAM EXPRESS）
- JAMJAM LINER：往橫手、大曲、秋田（JAMJAM EXPRESS）
- JAMJAM LINER：往仙台（JAMJAM EXPRESS）
- JAMJAM LINER：往福島、山形（JAMJAM EXPRESS）

關東方向
- 新宿·東京 - 常陸太田（日语：新宿・東京 - 常陸太田線）：往常陸太田市高速巴士總站（JR巴士關東、茨城交通）
- 新宿·東京 - 常陸大宮（日语：新宿・東京 - 常陸大宮・大子線）：往常陸大宮市綜合保健中心（茨城交通）
- 那須·鹽原號（日语：那須・塩原号）：往鹿沼巴士總站、那須溫泉（日语：那須温泉）（JR巴士關東、東野交通）
- 那須·鹽原號：往鹿沼巴士總站、鹽原溫泉（日语：塩原温泉）（JR巴士關東）
- 那須·鹽原號：往鹿沼巴士總站、西那須野車站（東野交通）
- MARRONIER新宿號（日语：マロニエ新宿号）：往佐野PREMIUM OUTLET（日语：佐野プレミアム・アウトレット）、佐野新都市巴士總站（日语：佐野新都市バスターミナル）（JR巴士關東）
- MIDNIGHT MARRONIER號（深夜班次）：往佐野新都市巴士總站（JR巴士關東）
- 上州湯巡號：往澀川站、伊香保溫泉、草津溫泉（JR巴士關東）
- 伊勢崎LINER：往本庄沼和田、伊勢崎市役所、伊勢崎站、伊勢崎賽車場前（日语：伊勢崎オートレース場）（JR巴士關東）
- 尾瀨號：往尾瀨戶倉、大清水（季節運行）（關越交通（日语：関越交通））
- 上州湯煙LINER 水上溫泉號：往上毛高原站、水上站（季節運行）（關越交通）
- 新宿 - 東京迪士尼渡假區：往東京迪士尼海洋、東京迪士尼樂園（JR巴士關東、京成巴士）
- 新宿菜之花號：往木更津羽鳥野、館山站（JR巴士關東、日東交通（日语：日東交通））
- MIDNIGHT新宿館山號（深夜班次）：往木更津羽鳥野、館山站（JR巴士關東）
- 深夜急行 大船線：往橫濱站、大船站（神奈川中央交通）
- 深夜急行 平塚線：往戶塚站、湘南台站、藤澤站、茅崎站、平塚站（神奈川中央交通西（日语：神奈川中央交通西・平塚営業所））
- 深夜急行 本厚木線：往南町田站、町田巴士中心（日语：町田バスセンター）、相模大野站、海老名站、本厚木站（神奈川中央交通西）
- 土気線：往東京晴空塔城、千葉、鎌取、譽田、土氣（京王巴士東、千葉中央巴士（日语：千葉中央バス））
- 東京SUMMERLAND線：往東京SUMMERLAND（日语：東京サマーランド）（僅夏季運行）（西東京巴士（日语：西東京バス））
- 相模湖ILLUMILLION線：往相模湖渡假村PLEASURE FOREST（日语：さがみ湖リゾート プレジャーフォレスト）（季節運行）（FUJI EXPRESS）
- 新宿 - 袖浦·木更津線（日语：アクアライナー (高速バス)）：往袖浦巴士總站（日语：袖ケ浦バスターミナル）、木更津站西口（小田急城市巴士、小湊鐵道）
- 新宿 - 五井線：往市原停車場、五井站東口、市原市役所（小田急城市巴士、小湊鐵道）
- 箱根線：往御殿場站、箱根桃源台、箱根園（日语：箱根園）、箱根小田急山之飯店（日语：小田急山のホテル）（小田急箱根高速巴士（日语：小田急箱根高速バス））
- 機場接駁巴士：往成田機場（東京空港交通）
- 機場接駁巴士：往羽田機場（東京空港交通）
- 深夜急行巴士 LIMOUSINE MIDNIGHT ARROW：往新浦安站、行德站前4丁目、JR千葉站（東京空港交通）
- 臨時班次：往東京BIG SIGHT（僅部分活動期間運行）（東京空港交通）
- 前橋·高崎 - 池袋·新宿·秋葉原線：往藤岡交流道、高崎、前橋（日本中央巴士（日语：日本中央バス））

甲信越方向
- 佐久·小諸號：往佐久平站、小諸站、高峰溫泉（冬季：往淺間2000滑雪場（日语：アサマ2000パーク））（JR巴士關東）
- 中央高速巴士
  - 富士五湖線：往富士急高原樂園、富士五湖（京王巴士東、富士急山梨巴士（日语：富士急山梨バス）、FUJI EXPRESS）
  - 富士山五合目線：往富士山五合目（京王巴士東、京王巴士南、富士急山梨巴士、FUJI EXPRESS）
  - 甲府線：往甲府（日语：甲府駅バスターミナル）、湯村温泉（日语：湯村温泉 (山梨県)）、竜王、富士急上阿原車庫（京王巴士東、富士急山梨巴士、山梨交通）
  - 南阿爾卑斯市·身延線：往南阿爾卑斯市役所、身延（日语：山交タウンコーチ身延営業所）（京王巴士東、山梨交通）
  - 中央市·南阿爾卑斯市線（南阿爾卑斯ECOPARK LINER）：往中央市、南阿爾卑斯市（山梨交通）
  - 諏訪·岡谷線：往茅野（日语：茅野バスストップ）、諏訪、岡谷（京王巴士東、ALPICO交通、FUJI EXPRESS、山梨交通、JR巴士關東）
  - 松本線：往松本（日语：松本バスターミナル）（京王電鐵巴士、ALPICO交通、ALPICO交通東京）
  - 白馬線：往信濃大町、白馬八方（日语：八方インフォメーションセンター）、扇澤、栂池高原（日语：栂池高原）（京王巴士東、ALPICO交通、ALPICO交通東京）
  - 伊那線：往伊那（日语：伊那バスターミナル）、駒根（日语：駒ヶ根バスターミナル）（京王電鐵巴士、FUJI EXPRESS、伊那巴士（日语：伊那バス）、山梨交通、信南交通（日语：信南交通））
  - 飯田線：往飯田（京王電鐵巴士、ALPICO交通、伊那巴士、信南交通）
  - 木曾福島線：往塩尻、木曾福島（京王巴士東、御嶽交通（日语：おんたけ交通））
- 長野線：往長野（京王電鐵巴士、ALPICO交通）
- 清爽信州號：往上高地（季節運行）（ALPICO交通東京（京王巴士東也運行增班班次））
- 甲州鹽山線（甲州酒LINER）：往甲州市役所、山梨市役所、富士急上阿原車庫（僅周六日運行）（富士急山梨巴士）
- 新潟線·長岡新潟線（日语：東京 - 新潟線）：往新潟，經長岡往新潟（越後交通、新潟交通（日语：新潟交通））
- 上越線（日语：東京 - 上越線）：往柏崎、高田、直江津（西武巴士、越後交通、頸城自動車（日语：頸城自動車））
- 輕井澤·佐久·小諸·上田線（日语：池袋 - 軽井沢・佐久・小諸・上田線）：往下仁田、佐久、小諸高原、上田，往下仁田、佐久、岩村田、中込、臼田（西武高原巴士（日语：西武高原バス）、千曲巴士（日语：千曲バス））
- WILLER EXPRESS：往長岡、新潟（WILLER EXPRESS北信越）
- WILLER EXPRESS：往東部湯之丸SA、長野（WILLER EXPRESS北信越）
- AMY號：往長岡站大手口、新潟站（WEST觀光巴士）
- NETWORK：往新潟站南、新發田站、月岡溫泉、五頭溫泉（泉觀光巴士（日语：泉観光バス））
- 花巴士觀光：往清里（日语：清里高原）、八岳、諏訪、松本、安曇野、飯田、駒根、蓼科高原（日语：蓼科高原）（Travice Japan（日语：トラビスジャパン））
- 花巴士觀光：往佐久、上田、千曲、長野、須坂（Travice Japan）
- KIRAKIRA號：往長岡、燕三條、新潟（櫻交通）
- DOTCOM LINER：往輕井澤站、長野、須坂（昌榮高速運輸）

北陸方向
- 金澤EXPRESS號（日语：金沢エクスプレス号）：往金澤站（西日本JR巴士、西武巴士）
- DREAM福井號（日语：ドリーム福井号）、晝特急福井號：往敦賀交流道、武生交流道、鯖江交流道、福井站（JR巴士關東、京福巴士（日语：京福バス）、福井鐵道）
- 富山線：往富山（西武巴士、富山地方鐵道）
- 高岡冰見線（日语：東京 - 高岡・氷見線）：往礪波、高岡、冰見（西武巴士）
- 東京·埼玉·群馬 - 富山·金澤線：往富山、金澤、兼六坂（日本中央巴士）
- WILLER EXPRESS：往富山、高岡、金澤、小松、加賀溫泉、福井（WILLER EXPRESS關東、BAY LINE EXPRESS）
- GREEN LINER：往金澤站西口、和倉溫泉車站、丸一觀光七尾營業所（丸一觀光（日语：丸一観光））
- 中日本EXPRESS：往富山站北口、高岡站南口、金澤站西口、中日本EXPRESS巴士車庫（中日本EXPRESS）
- 櫻高速巴士：往富山站、高岡站、金澤站（櫻交通）
- KIRAKIRA號：往富山站、高岡站、金澤站、福井站（櫻交通）
- KB LINER：往富山站北口、高岡站南口、金澤站西口（千葉未來觀光巴士、三榮交通）
- VIP LINER：往富山、高岡、金澤（平成ENTERPRISE）
- ORION BUS：往富山站北口、高岡站南口、金澤站西口、小松站東口、福井站東口（OTB（日语：オー・ティー・ビー））
- JAMJAM LINER：往富山、金澤、小松（JAMJAM EXPRESS）

東海方向
- 御殿場PREMIUM OUTLET號：往御殿場PREMIUM OUTLET（日语：御殿場プレミアム・アウトレット）（JR BUS TECH（日语：ジェイアールバステック）[35]）
- 駿府LINER（日语：駿府ライナー）：往新靜岡、靜岡站（JR巴士關東、靜鐵Justline（日语：しずてつジャストライン））
- 新東名SUPER LINER新宿號（日语：東名ハイウェイバス）：往名古屋站（JR東海巴士）
- 中央LINER名古屋號（日语：中央ライナー (高速バス)）：往中津川交流道、名古屋站（JR巴士關東、JR東海巴士）
- 中央LINER可兒號（日语：中央ライナー (高速バス)）：往中津川站、多治見站、可兒車庫（JR巴士關東、東濃鐵道）
- DREAM名古屋·新宿號（日语：ドリームなごや号）：往名古屋站（JR巴士關東）
- DREAM名古屋·三河號（日语：ドリームなごや号）：往三河安城站、瑞穗區役所、名古屋站（JR東海巴士）
- 中央高速巴士
  - 飛驒高山線：往平湯溫泉（日语：平湯バスターミナル）、飛驒高山（日语：高山濃飛バスセンター）（京王電鐵巴士、濃飛乘合自動車（日语：濃飛乗合自動車））
  - 名古屋線：往名古屋（京王巴士東、名鐵巴士（日语：名鉄バス））
- 新宿·澀谷 - 裾野·三島·沼津（日语：東京 - 沼津線）：往裾野、三島、沼津（京王巴士東、富士急城市巴士（日语：富士急シティバス））
- 澀谷·新宿LINER靜岡號（日语：渋谷・新宿ライナー静岡号）：往清水、靜岡（京王巴士東、JR東海巴士）
- 澀谷·新宿LINER濱松號（日语：新宿・渋谷 - 浜松線）/澀谷·新宿eLineR（日语：新宿・渋谷 - 浜松線）：往濱松站（日语：浜松駅バスターミナル）（京王巴士東、JR東海巴士、遠州鐵道（日语：遠鉄バス））
- 穗之國號（日语：ほの国号）：往豐川站、豐橋站、三河田原站（關東巴士、豐鐵巴士（日语：豊鉄バス））
- Papillon號（日语：パピヨン号）：往岐阜（小田急城市巴士、岐阜巴士觀光（日语：岐阜バス観光））
- 伊豆長岡·修善寺溫泉LINER：往伊豆長岡溫泉（日语：伊豆長岡温泉）、修善寺站、修善寺溫泉、修善寺年川車庫（新東海巴士（日语：新東海バス））
- 三島EXPRESS：往三島站、大平車庫（小田急箱根高速巴士、東海巴士ORANGE SHUTTLE）
- 伊勢·鳥羽線（日语：大宮・東京 - 鳥羽線・南紀勝浦線）：往四日市、津、松阪、鳥羽（西武觀光巴士（日语：西武観光バス）、三重交通、三交伊勢志摩交通（日语：三交伊勢志摩交通））
- WILLER EXPRESS：往名古屋（WILLER EXPRESS東海、BAY LINE EXPRESS）
- WILLER EXPRESS：往四日市、白子、津、松阪、伊勢市（BAY LINE EXPRESS）
- GRACE LINER：往名古屋南（GRACE觀光）
- AMY號：往名古屋南笹島演奏廳（武井觀光）
- NETWORK：往名古屋南笹島演奏廳（泉觀光巴士）
- 櫻高速巴士：往東岡崎、三河豐田、名古屋南笹島演奏廳（櫻交通、AT LINER）
- 散策巴士：往名古屋南笹島演奏廳（AT LINER）
- KIRAKIRA號：往名古屋南笹島演奏廳（櫻交通）
- KIRAKIRA號：往濱松（櫻交通）
- MILKYWAY EXPRESS：往名古屋南笹島演奏廳（櫻觀光巴士）
- VIP LINER：往名古屋VIP LOUNGE（平成ENTERPRISE（日语：平成エンタープライズ））
- JAMJAM LINER：往豐橋、東岡崎、新豐田、名古屋南、四日市、白子（JAMJAM EXPRESS）
- GOGO LINER：往名古屋南（YUTAKA CORPORATION）

關西方向
- 東海道晝特急號、中央道晝特急號（日语：東海道昼特急号）：往京都站、大阪站、難波（日语：大阪シティエアターミナル）方向（JR巴士關東、西日本JR巴士）
- DREAM號、青春ECO DREAM號（日语：ドリーム号 (東京 - 京阪神)）：往京都、奈良、大阪、難波、神戶三宮方向（JR巴士關東、西日本JR巴士）
  - DREAM RELIER號（JR巴士關東、西日本JR巴士）
  - GRAN DREAM號（JR巴士關東、西日本JR巴士）
  - PREMIUM DREAM號、PREMIUM中央DREAM號（JR巴士關東、西日本JR巴士）
  - PREMIUM ECO DREAM號、PREMIUM ECO LADIES DREAM號（JR巴士關東、西日本JR巴士）
  - 青春ECO DREAM號、青春中央ECO DREAM號（JR巴士關東、西日本JR巴士）
- SOUTHEN CROSS和歌山號（日语：サザンクロス和歌山号）：往南海難波高速巴士總站、和泉中央站、和歌山站、南海和歌山市站（南海WING BUS南部（日语：南海ウイングバス南部）、御坊南海巴士（日语：御坊南海バス））
- 池袋·澀谷·新宿 - 大阪（阪急梅田）（日语：千葉・東京・横浜 - 大阪梅田・神戸線）：往大阪(阪急梅田)（日语：阪急三番街高速バスターミナル）（京王巴士東、阪急觀光巴士（日语：阪急観光バス））
- PRINCESS ROAD號（日语：プリンセスロード号）：往神戶三宮、姬路（京王巴士東、神姬巴士（日语：神姫バス））
- TWINKLE號：往大阪（日本環球影城）（西東京巴士（日语：西東京バス）、近鐵巴士（日语：近鉄バス））
- CASUAL TWINKLE號：往大阪（東梅田、阿倍野橋）（近鐵巴士）
- 東京MIDNIGHT EXPRESS京都號（日语：東京ミッドナイトエクスプレス京都号）：往山科・京都、樟葉、枚方（關東巴士、京阪巴士（日语：京阪バス））
- 大和號（日语：やまと号）：往天理、奈良，往天理、八木、高田、五條（日语：五條バスセンター）（關東巴士、奈良交通（日语：奈良交通））
- 南紀白濱線：往海南、南部、田邊、南紀白濱（西武觀光巴士、明光巴士（日语：明光バス））
- WILLER EXPRESS：往南草津、京都、高槻（日本高速巴士）
- WILLER EXPRESS：往京都、大阪、堺（WILLER EXPRESS關東、WILLER EXPRESS西日本、大阪狹山交通）
- WILLER EXPRESS：往大阪、神戶三宮（BAY LINE EXPRESS）
- MOON STAR號：往京都鴨川十條、大阪梅田PLAZA MOTOR POOL（EAGLE BUS（日语：イーグルバス））
- GRACE LINER：往京都鴨川十條、大阪梅田PLAZA MOTOR POOL、難波Hatch（GRACE觀光）
- NIGHT LINER：往京都鴨川十條、大阪梅田PLAZA MOTOR POOL、天王寺公園停車場（東京富士交通）
- NIGHT LINERα：往京都鴨川十條、大阪梅田PLAZA MOTOR POOL、天王寺公園停車場（東京富士交通、廣榮交通巴士）
- NIGHT LINERα：往奈良站東口、大阪梅田PLAZA MOTOR POOL（東京富士交通）
- BLUE LINER：往高速長岡京、大阪梅田PLAZA MOTOR POOL、難波、天王寺、神戶三宮（廣榮交通巴士）
- SUNSHINE EXPRESS：往京都鴨川十條、大阪梅田PLAZA MOTOR POOL、神戶三宮（SUNSHINE EXPRESS）
- AMY號：往南草津、京都、梅田、日本環球影城、神戶三宮、篠山口（山一SERVICE（日语：山一サービス））
- DAX LINER：往京都竹田、梅田、心齋橋（中央交通巴士）
- NETWORK：往京都、梅田、心齋橋、日本環球影城（中央交通巴士、泉觀光巴士）
- 櫻高速巴士：往南草津、高速長岡京、京都站八條口、京都鴨川十條、大阪梅田PLAZA MOTOR POOL、難波、天王寺、神戶三宮（櫻交通、AT LINER）
- KIRAKIRA號：往京都站八條口、大阪梅田PLAZA MOTOR POOL、難波（櫻交通）
- MILKYWAY EXPRESS：往京都站八條口、大阪PLAZA MOTOR POOL（櫻觀光巴士）
- KB LINER：往南草津站東口、京都鴨川十條、大阪梅田PLAZA MOTOR POOL、USJ、姬路站南（千葉未來觀光巴士、三榮交通）
- VIP LINER：往京都VIP LOUNGE、新大阪、大阪梅田PLAZA MOTOR POOL、難波、USJ、神戶三宮（平成ENTERPRISE、平成社區巴士）
- ORION BUS：往京都站八條口、京都鴨川十條、大阪梅田PLAZA MOTOR POOL、USJ、神戶三宮、明石站北口（OTB）
- JAMJAM LINER：往京都鴨川十條、大阪梅田PLAZA MOTOR POOL、心齋橋、難波（JAMJAM EXPRESS）
- GOGO LINER：往京都鴨川十條、大阪梅田PLAZA MOTOR POOL（YUTAKA CORPORATION）

中國方向
- 京濱吉備DREAM號（日语：京浜吉備ドリーム号）：往岡山站、倉敷站（中國JR巴士）
- MUSCAT號（日语：東京 - 岡山・倉敷線）：往津山、岡山、倉敷（關東巴士、兩備巴士）
- LUMINOUS號（日语：東京 - 岡山・倉敷線）：往津山、岡山、倉敷、兒島（小田急城市巴士、下津井電鐵（日语：下津井電鉄））
- NEW BREEZE號（日语：ニューブリーズ号）：往西條、廣島、吳（往吳為季節運行）（小田急城市巴士、中國JR巴士）
- ETOILES SETO號（日语：エトワールセト号）：往福山、三原（小田急城市巴士、中國巴士（日语：中国バス））
- WILLER EXPRESS：往岡山、倉敷（WILLER EXPRESS関東）
- WILLER EXPRESS：往廣島大學、廣島（WILLER EXPRESS中国）
- WILLER EXPRESS：往米子、松江、出雲市、出雲大社（BAY LINE EXPRESS）
- KB LINER：往姬路站南、岡山站西口、倉敷站（千葉未來觀光巴士）
- ORION BUS：往松永站北口、廣島站南口（OTB）
- JAMJAM LINER：往廣島大學、廣島（JAMJAM EXPRESS）

四國方向
- DREAM高松號：往高松站、坂出交流道巴士總站、觀音寺站（JR巴士關東、JR四國巴士）
- DREAM松山号：往松山站、JR松山支店（JR巴士關東、JR四國巴士）
- DREAM德島號（日语：ドリーム号 (東京 - 四国)）：往德島站、阿南站（JR巴士關東、JR四國巴士）
- DREAM高知號：往高知站、播磨屋橋（日语：はりまや橋観光バスターミナル）（JR巴士關東、JR四國巴士）
- HELLO BRIDGE號：往高松、丸龜（西東京巴士、四國高速巴士（日语：四国高速バス））
- ORANGE LINER愛媛號：往松山、八幡濱（西東京巴士、伊予鐵道）
- BLUE METS號（日语：ブルーメッツ号）：往高知站、播磨屋橋（小田急城市巴士、土佐電交通）
- 四萬十EXPRESS（季節運行）：往窪川站、中村站、宿毛站（小田急城市巴士、高知西南交通（日语：高知西南交通））
- KOTOBUS EXPRESS：往德島站、高松站、宇多津站南口南、KOTOBUS STATION琴平、松山站東、高知站（琴平巴士（日语：琴平バス））
- SMILE LINER：往德島站、高知站、播磨屋橋、仁井田（高知駅前觀光）
- MY Flora：往德島站、阿南津乃峰（海部觀光（日语：海部観光））
- MY Repeat：往德島站、阿南津乃峰（海部觀光）
- ORION BUS：往岡山站西口、高知站前（OTB）

九州方向
- 博多號（日语：はかた号）：往小倉、天神、博多（日语：博多バスターミナル）（西日本鐵道）
- ORION BUS：往新山口站北口、小倉站新幹線口、博多站筑紫口（天領巴士（日语：天領バス））

### 其他停靠處
原則上所有新宿站周邊的高速巴士、機場接駁巴應停靠本總站，但仍有部分路線、班次停靠其他地方。

#### JR巴士、日本中央巴士
JR巴關東運行的中央高速巴士諏訪·岡谷線與JR東海巴士運行的澀谷·新宿LINER靜岡號及澀谷·新宿LINER濱松號請參照#京王集團，中國JR巴士運行的NEW PRINCE號請參照#小田急城市巴士。
全部始發、終停班次全部以本總站為起始、終點站。

#### 京王集團
始發班次原則上從本總站發車，但部分臨時班次與南阿爾卑斯ECOPARK LINER 8:00發車的班次在新宿西口高速巴士總站（50號乘車處等）發車。
終停班次方面，2016年（平成28年）5月8日以前，全部以新宿西口高速巴士總站為終點站。翌日除部分臨時班次，與南阿爾卑斯ECOPARK LINER的南阿爾卑斯市八田16:00發車班次外，其他都改以本總站為終點站。

#### 小田急城市巴士
始發班次原則上從本總站發車，但新宿 - 袖浦·木更津線往三井OUTLET PARK全部班次與往木更津站西口的部分班次在新宿站西口（35號乘車處）發車。另外，部分本總站終停班次同時停靠新宿站西口。
終停班次原則上從以本總站為終點站，但新宿 - 袖浦·木更津線往三井OUTLET PARK全部班次以新宿站西口為終點站。另外，木更津站西口20:30以後的班次先繞至角筈二丁目（新宿站南口西）再停靠新宿站西口。
夜行高速巴士續行班次（LUMINOUS號女性專用車除外）與臨時增發班次預定以本站為始發、終點站。

#### 小田急箱根高速巴士
始發班次原則上從本總站發車，但三島EXPRESS平日15:25發車、周六日14:15分發車的班次，在新宿站西口（35號乘車處）發車。
終停班次原則上先停靠新宿站西口後進入本總站，但三島EXPRESS大平車庫10:35發車班次以新宿站西口為終點站。

#### 關東巴士
大和號及東京MIDNIGHT EXPRESS京都號請參照#京王集團。
始發、終停班次原則上以本總站為起始、終點站，但增加班次則以新宿站西口（27號乘車處）為起始、終點站。

#### 西武巴士集團
始發、終停班次原則上以本總站為起始、終點站，但南紀勝浦線以新宿站西口（7號乘車處）為起始、終點站。

#### 東京空港交通
始發班次原則上從本總站發車，但往羽田機場23:00～24:00班次從新宿站西口（24號乘車處）發車。深夜班次除外的往成田機場班次，先繞至新宿站西口（23號乘車處）。
終停班次皆停靠新宿站西口，部分以本總站為終點站。

#### 舊旅遊巴士公司
海部觀光運行的MY Flora和MY Repeat請參照#京王集團。
多數業者的始發班次從本總站發車，但部分業者班次從高速巴士西新宿與新宿南側巴士停車場發車。
終停班次依據業者與當日狀況，停靠本總站、高速巴士西新宿或新宿南側巴士停車場。

### 營運公司
為了實現此客運總站，日本巴士協會與行駛新宿站周邊高速巴士路線的11間巴士公司共同出資的新宿高速巴士總站株式會社（日语：／）在2014年（平成26年）12月成立。資本額2000萬日圓中，日本巴士協會出資50%，其他11間巴士出資另外50%。該公司負責售票窗口營運，旅客、交通指揮，時刻表調整，使用費訂立，新路線批准等管理營運業務。

### 使用人數與班次
国土交通省發表的使用人數與班次如下。
- 開業後1個月間（2016年（平成28年）4月4日 - 5月3日）

- 使用人數約58萬人次。1日1200班次，平均約2萬人次使用。

- 2016年盂蘭盆節期間（8月11日 - 8月16日）

- 8月13日高速巴士班次創下1624班紀錄。同天使用者創下8月13日約3萬8000人次，該日平均一班乘車人數約23人。6日間累計使用人數約22萬人次，1日平均約3萬6000人次。

## 圖片

Busta新宿內部
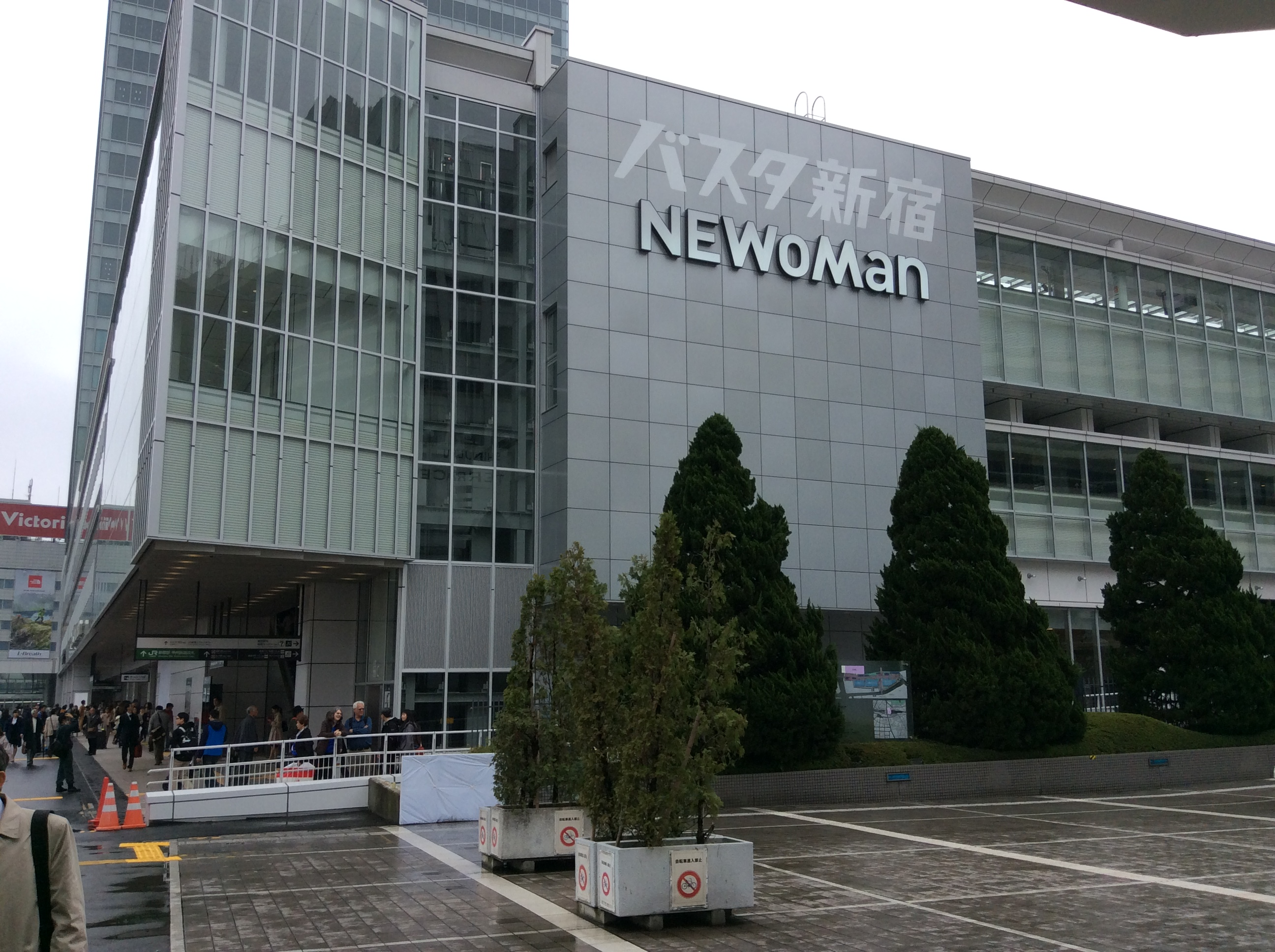
「Busta新宿」甲州街道西側入口（2016年4月4日）
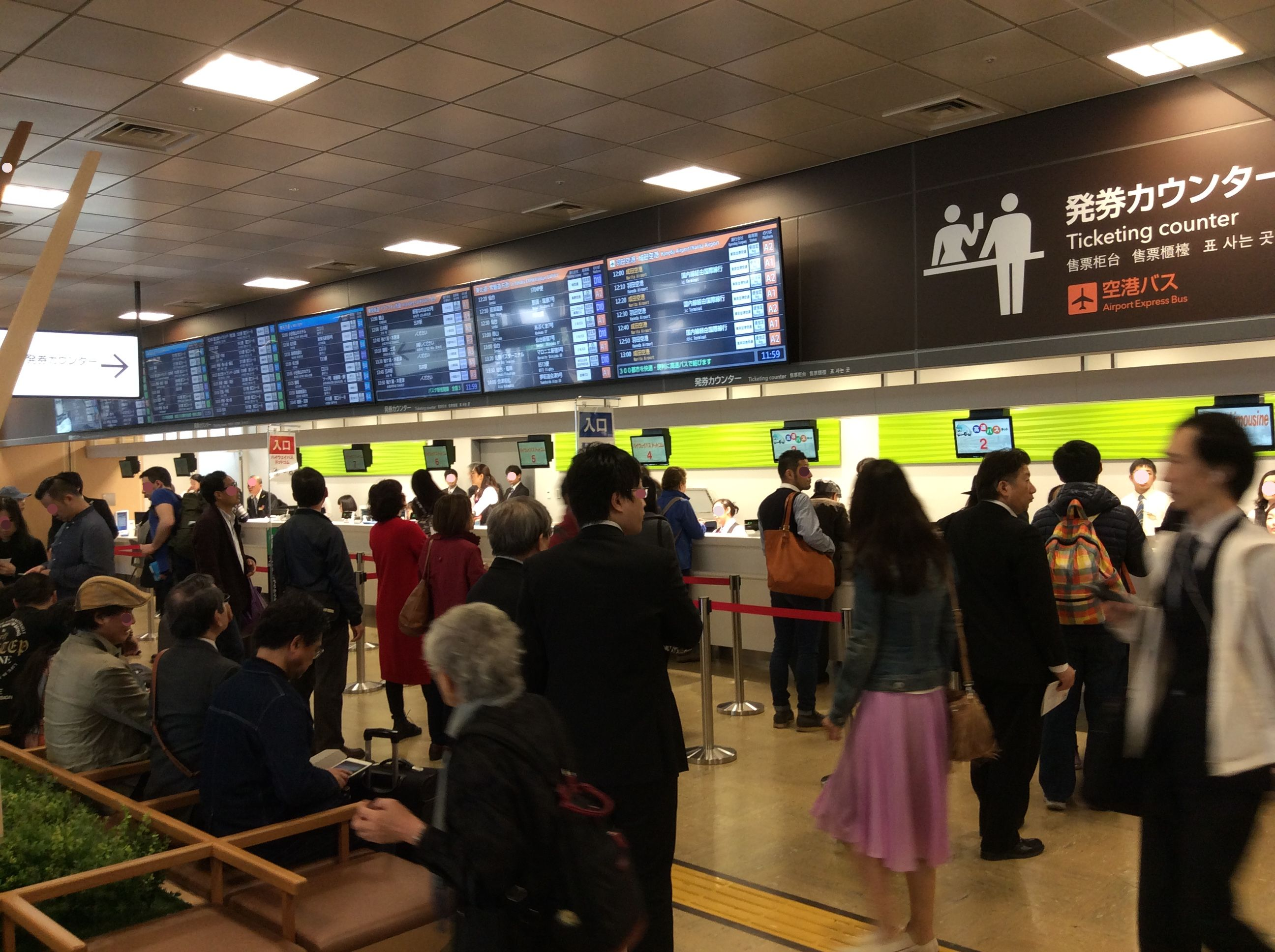
4樓候車室與售票處（2016年4月4日）
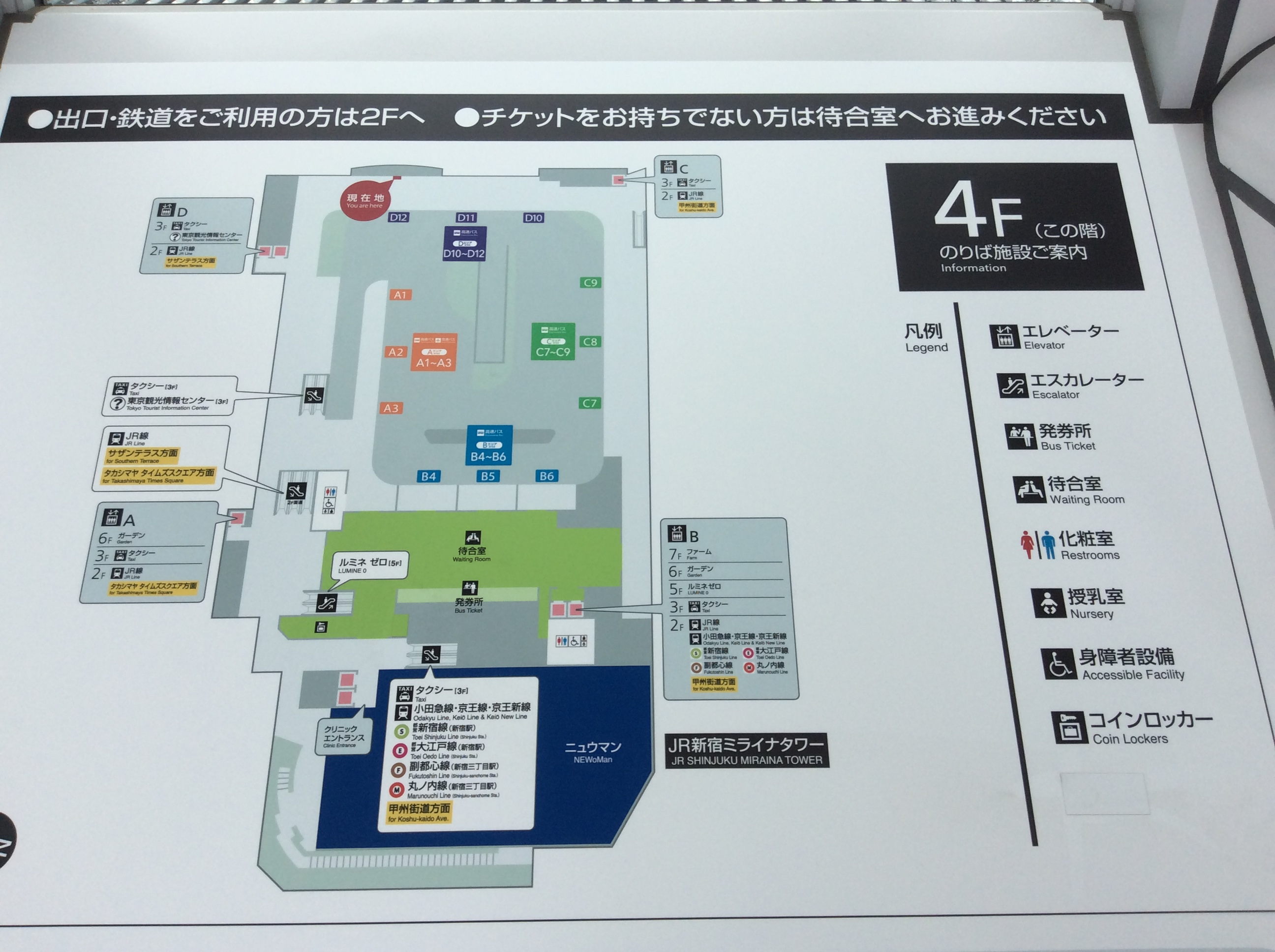
「Busta新宿」導覽看板（2016年4月4日）
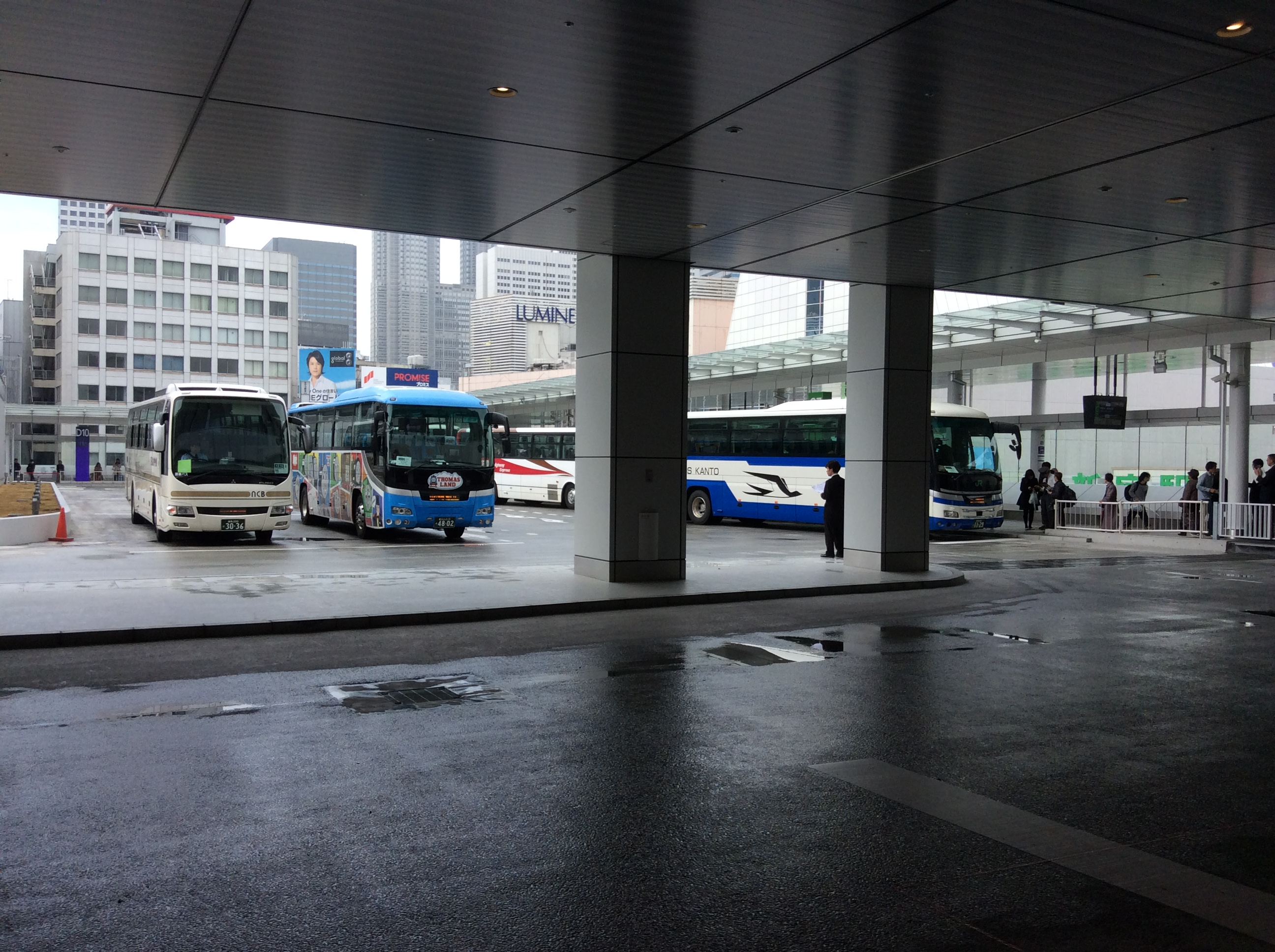
候車室前所見的乘車處（2016年4月4日）
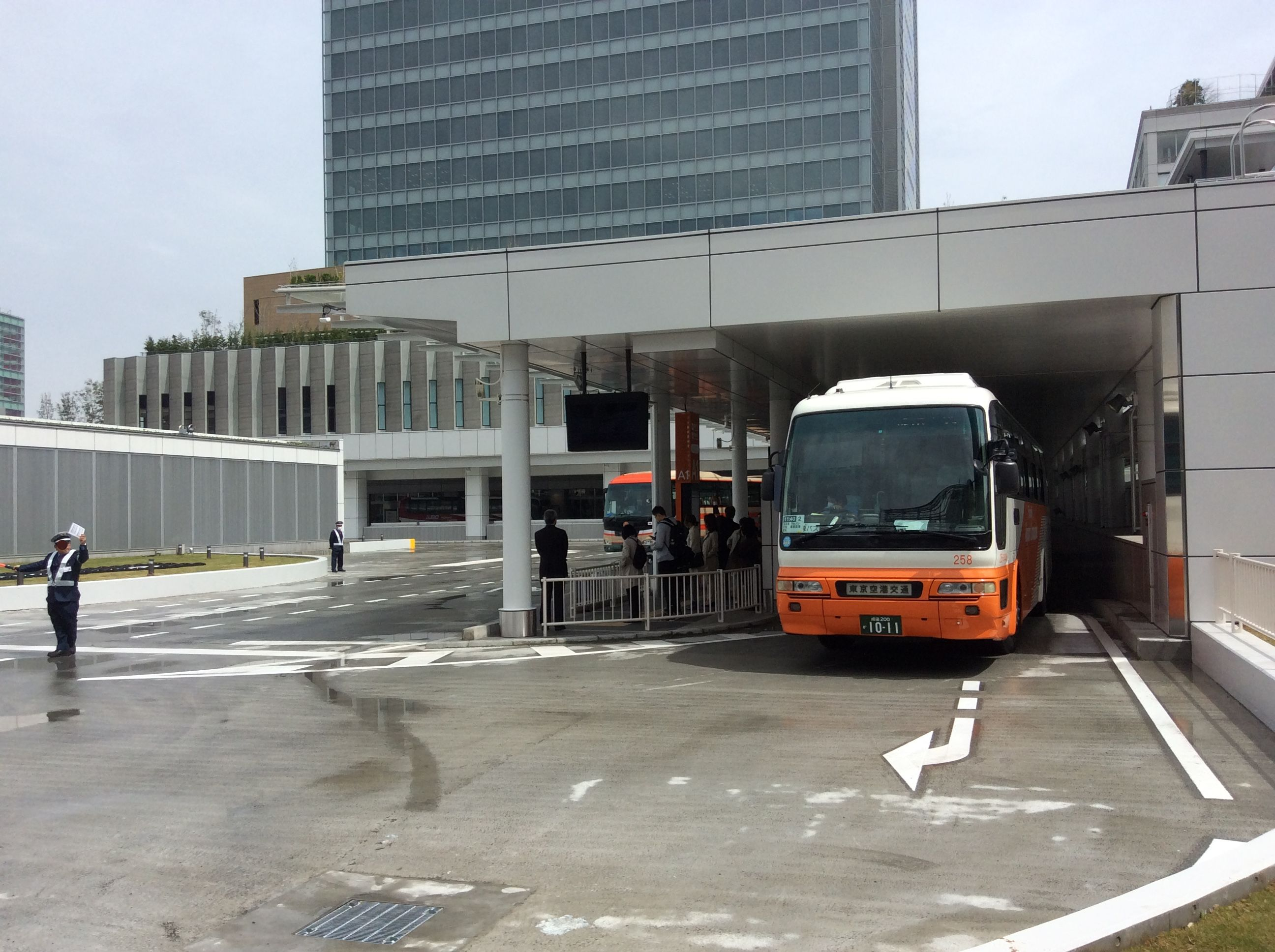
抵達3樓的高速巴士（2016年4月4日）
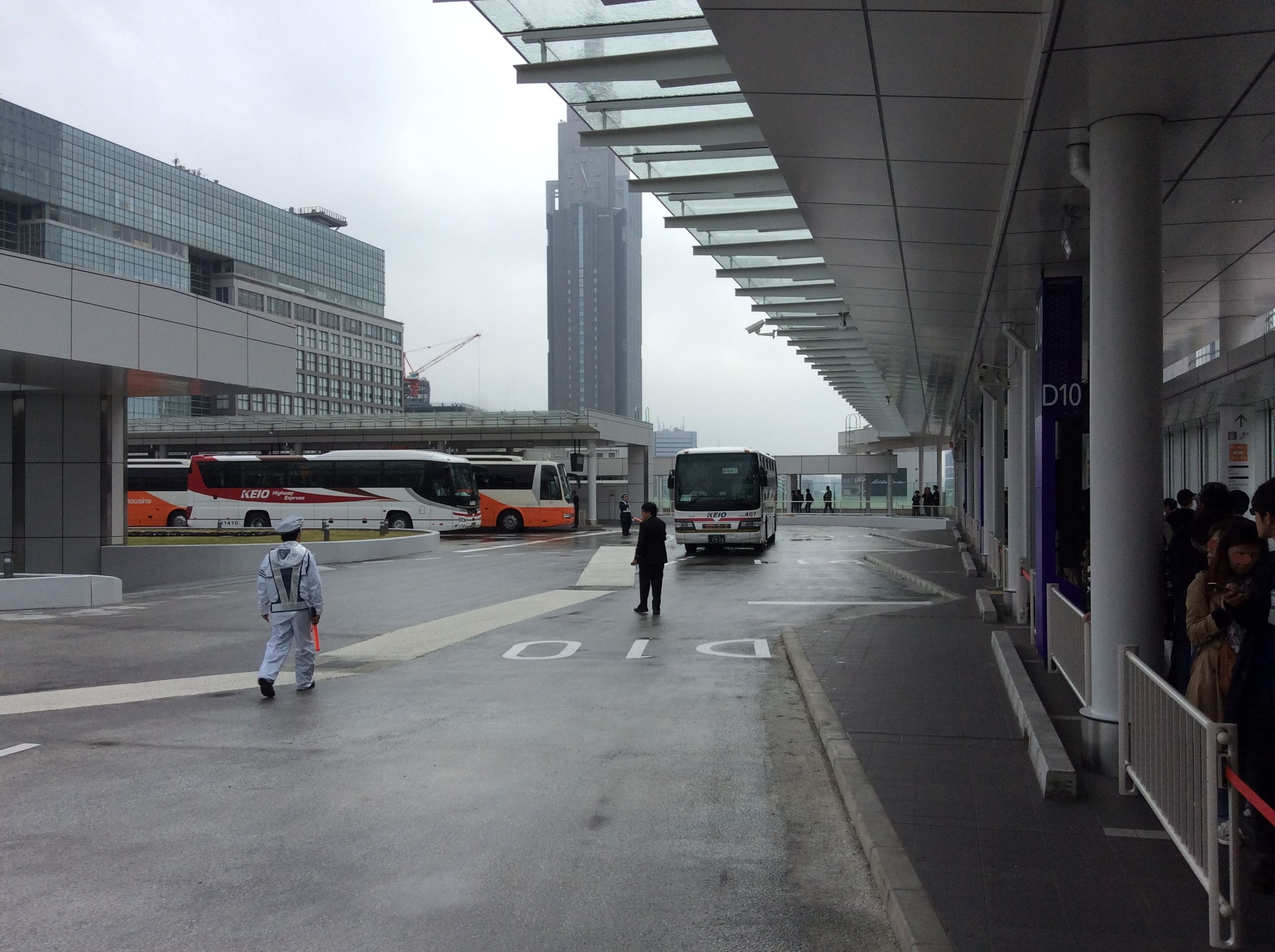
高速巴士乘車處（2016年4月4日）
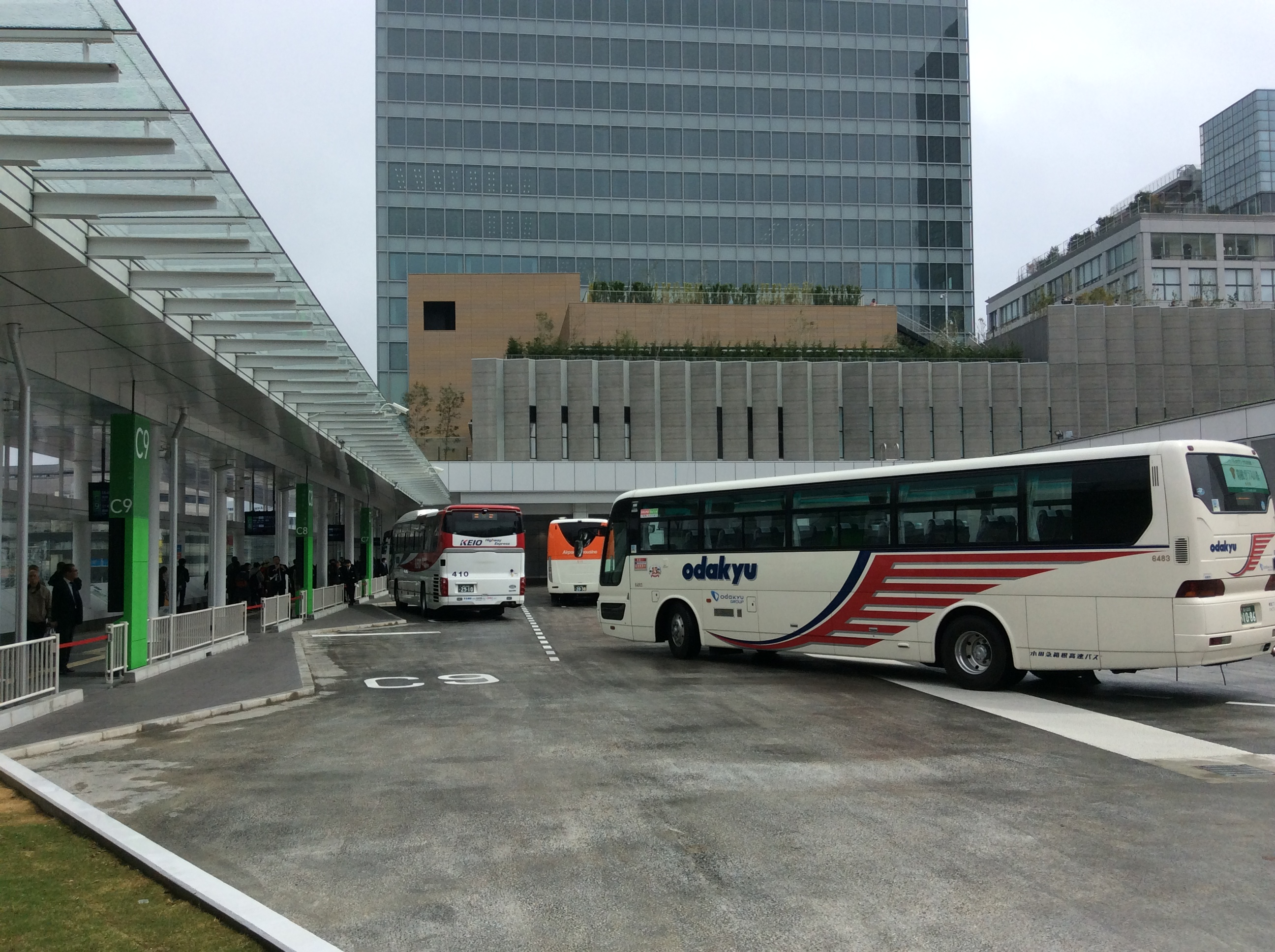
出發的高速巴士（2016年4月4日）
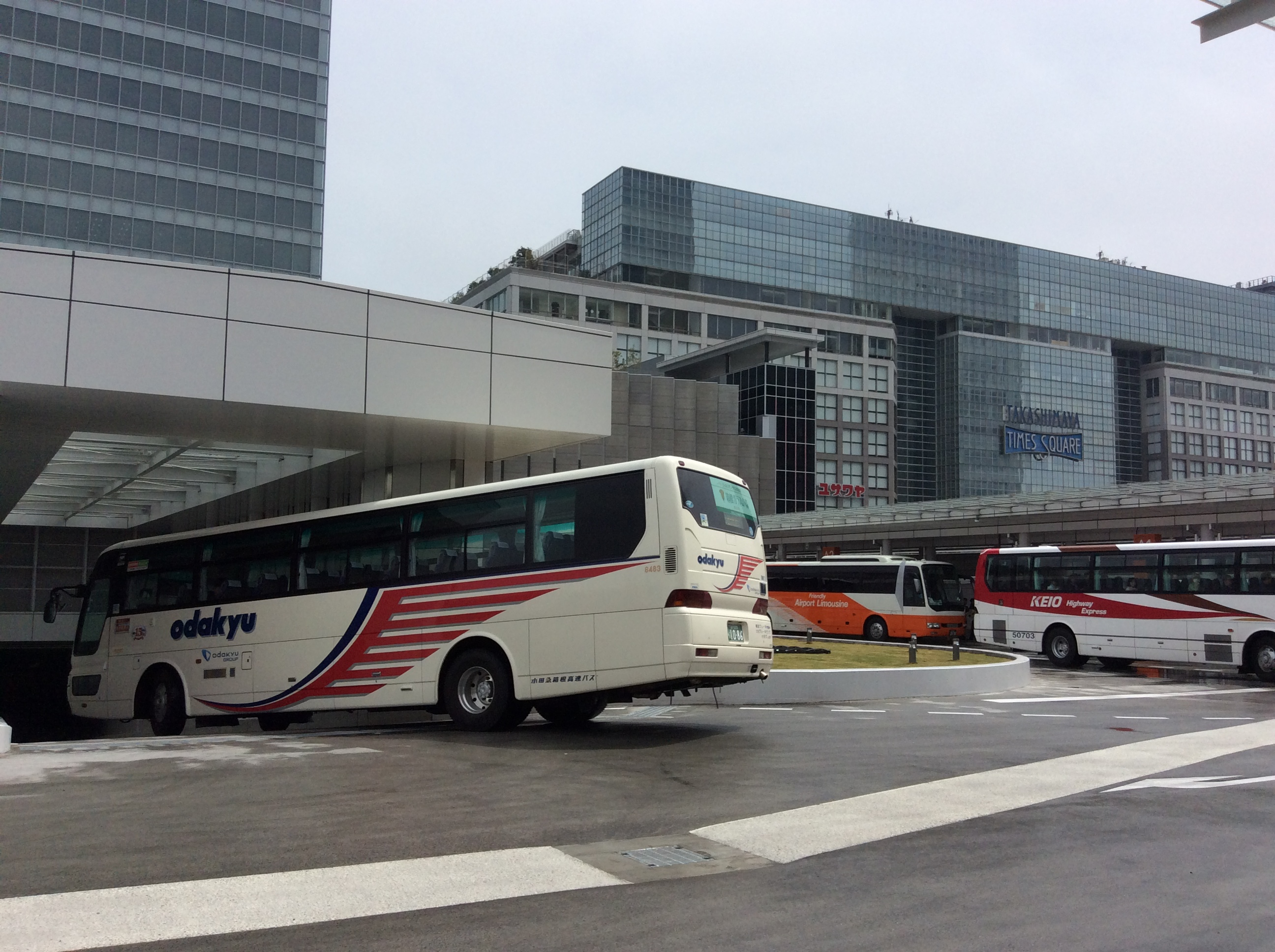
離開前往目的地的高速巴士（2016年4月4日）

### 備註
1. ↑  動工時為小田急建設。2008年（平成20年）10月1日更名為大和小田急建設[6]，2015年（平成27年）10月1日併入藤田建設工程[7]。
2. ↑  與國土交通省關東地方整備局東京國道事務所的共同事業。

## 外部連結
- Busta新宿官方網站（页面存档备份，存于）（日語）（英文）（简体中文）（繁體中文）
- 東京國道事務所／都市再生事業／新宿站南口地區基盤整備事業